# Saint-Joseph-du-Lac
Saint-Joseph-du-Lac è un comune del Canada, situato nella provincia del Québec, nella regione di Laurentides.